# Бердаши

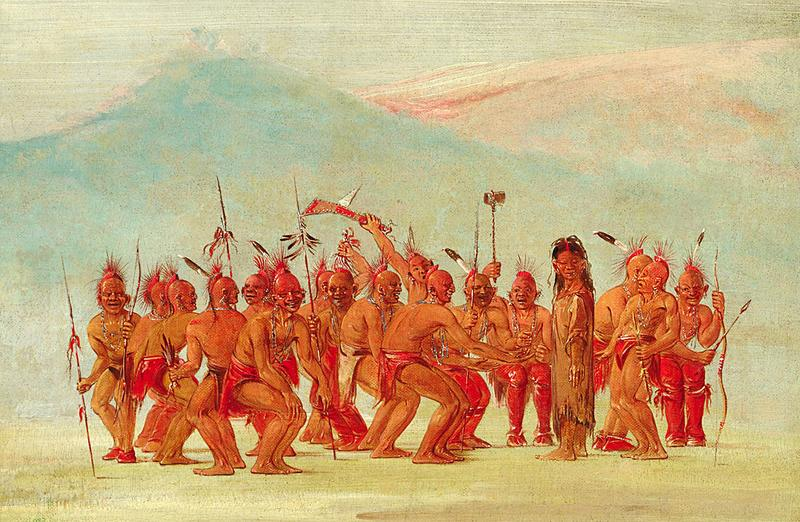
Танец вокруг бердаша, картина Джорджа Катлина (ок. 1850)

Бердаши (от фр. berdaches), или люди с двумя душами (англ. Two-Spirit People или англ. Twospirit, от оджибв. niizh manidoowag) — люди третьего пола в культуре различных индейских народов Северной Америки, то есть представители одного биологического пола, принимающие гендерную идентичность другого. Часто выполняли культовые функции.
Исследователь темы доктор медицины Мондимор Френсис Марк отмечает, что в отдельных народах американских индейцев бердаши полностью усваивали стиль одежды, манеры и роль в обществе противоположного пола. В этих обществах мужчины-бердаши выполняли «женские» домашние обязанности, такие как приготовление пищи, забота об одежде и хорошем состоянии орудий труда, занятие сельским хозяйством. Женщины-бердаши делали оружие и охотились. В других народах бердаши одевались и вели себя в соответствии со своим биологическим полом, беря на себя только социальную роль противоположного пола.
Хотя в некоторых индейских народах к бердашам относились так, как будто они действительно являлись людьми противоположного пола, в большинстве народов они идентифицировались как люди третьего пола — не мужчины и не женщины. По этой причине феномен бердашей назван примером трансгендерной гомосексуальности (транс- в данном случае — «по ту сторону»). У этих народов не считалось, что мужчина, состоящий в интимных отношениях с бердашем, имеет половые отношения с другим мужчиной. Бердаши не вступали в половые отношения с другими бердашами, существовало табу на подобные связи, которые рассматривались как форма инцеста.
Считается, что явление существования бердашей было широко распространено в Америке; оно представлено во всех крупных народах: от ирокезов на северо-востоке и вдоль всего восточного побережья; на Великих Равнинах у племён иллинойс, арапахо и далее на юго-запад у пима, навахо и мохаве; в племенах яки и сапотеков в Мексике, в нескольких южноамериканских племенах и среди эскимосов Аляски. Подобное явление встречалось и у ительменов на Камчатке, где обозначалось словом коекчуч.
Поскольку считалось, что бердаши имели особую связь с богами и духами, мужчины-бердаши часто являлись шаманами или знахарями.
В языке лакота этот тип людей обозначается словом wíŋkte, дословно «желающий стать женщиной», а в языке навахо — nádleehé, дословно «становящийся».